# 鄺其照
邝其照（英文：Kwong Ki Chiu），字容階，曾任清末驻美商务外交官员和教育部官员。1886年清光绪十二年六月，创办《广报》，成为广州第一家报社。邝其照一生从事商务，撰著群书，创办报业，是广东的新闻界人物。鄺其照是鄺榮光、鄺國光、鄺炳光三位留美幼童的叔父。

## 著作
- 1880年
  - 《中外年表》
- 1988年
  - 《英语汇腋》
  - 《英文成语》
  - 《地球说略》
  - 《应酬补笈》
  - 《华英字典集成》

等书。现只找寻到《华英字典集成》和《英语成语词典》2本。